# Сіті (селище)
Сіті (рос. Сети) — селище в Брянському районі Брянської області Російської Федерації.
Населення становить 150 осіб. Входить до складу муніципального утворення Нетьїнське сільське поселення.

## Історія
Від 2005 року входить до складу муніципального утворення Нетьїнське сільське поселення.

## Населення
| 2010 | 2013 |
| ---- | ---- |
| 149  | ↗150 |